# 行野村
行野村（ゆくのむら）は、かつて新潟県東頸城郡にあった村。

## 沿革
- 1889年（明治22年）4月1日 - 町村制の施行により、東頸城郡行野村の区域をもって、東頸城郡行野村が発足する。
- 1901年（明治34年）11月1日 - 東頸城郡小切戸村、沼木村、行野村及び安塚村の区域の一部が合併して、東頸城郡小黒村が発足する。